# Коншица
Коншица (на словенски: Konjšica) е село в Словения, регион Средна Словения, община Лития. Според Националната статистическа служба на Република Словения през 2015 г. селото има 107 жители.